# 선정원
선정원(宣政院)은 몽골 제국 원(元) 왕조의 중국 통치 시기에 설립된 중앙 정부 직속 국가 기구로 원 왕조 전역의 불교 관련 사무를 관장하고 토번(지금의 티베트) 지역의 군정 사무를 통할하였다. 처음 이름은 총제원(總制院)이었다.

## 연혁
1264년(지원 원년) 원(元)을 선포한 쿠빌라이 칸(원 세조)은 조를 내려 처음으로 총제원(總制院)을 설치하고 그 책임자인 원사(院使)의 관질은 정2품으로 하였다. 당시 제사(帝師, 황제의 스승, 국사)였던 승려 파스파가 이 직책을 겸령하게 되었고 아울러 원사와 함께 동지(同知)、부사(副使) 등의 관원을 설치하고 토번 지구 각지의 지방행정 기관을 관할하게 하였으며, 선위사(宣慰司)、안무사(安抚司)、초토사(招讨司)、만호부(万户府)、원수부(元帅府) 등을 포괄하게 하였다.
당시 원 조정 치하의 티베트 지역은 세 개의 선위사사도원수부(宣慰使司都元帥府), 즉 토번등처(吐蕃等處)、토번등로(吐蕃等路)、오사장납리속고로손등삼로(烏思藏納里速古魯孫等三路)로 나뉘어, 다 같이 선정원의 관할을 받았다. 1288년(지원 25년)에 이르러, 상서성우승상(尚书省右丞相) 겸 총제원사(总制院使) 셍게(티베트어: སེང་གེ་་)는 총제원의 책임이 중대하다 하여 쿠빌라이 칸에게 상주해 예전 중국 당나라 때 선정전에서 토번의 사신을 접대했던 예를 따라 선정원으로 개칭하였다. 또한 선정원은 황제의 스승인 제사가 겸해서 맡는 직책으로 허가를 받아 중서성(中書省), 상서성(尙書省), 추밀원(秋密院), 어사대(御史臺)와 함께 1품으로 지위가 격상되었다.
선정원의 목적 중 하나는 보통 라마가 임명하고 베이징에서 몽골 황제에 의해 추인을 받는 디폰첸(티베트어로 '위대한 행정관'이라는 뜻)을 선발하는 것이었다. 티베트 문제와는 별도로 선정원은 몽골 제국 치하 전 세계의 승려(한족, 티베트족, 고려인 등)를 관리했으며, 적어도 명목상으로는 제국의 모든 사원, 수도원, 기타 불교 재산을 감독했다. 원 왕조의 규정에 따르면 전국 각 성의 불교와 토번 지구의 일반적인 사무는 선정원이 주재하게 하였고, 중대한 군사상황이 닥치면 선정원과 추밀원이 합동으로 처리하도록 하였다. 그들은 또한 옛 중국 지역의 불교에 이로운 역할도 하였는데, 티베트 불교 사카야 학파의 제5대 지도자 드로귄 츄지알 파스파가 황제의 스승으로써 선정원사를 겸임하게 된 이래 티베트 불교는 수도 베이징 내에서뿐만 아니라 전국에서 행해졌고 사학자 에플린 라프스키에 따르면 관할 사원의 수는 360여 곳에 달하였다. 당시 티베트 불교는 중국 불교보다 대중적이거나 공식적인 우선권을 차지하였으며 옛 남송의 수도로써 원 왕조의 최대 도시가 된 항주에도 1291년 지부격인 행선정원(行宣政院)이 설립되었다.
훗날 만주족에 의해 세워진 청(淸)이 세운 이번원(理藩院)은 과거 원 왕조가 중국 국경 너머의 사무를 관장하기 위해서 제정한 청 왕조 버전의 선정원이었다.

## 같이 보기
- 드폰첸